# دهدز
دهدز هي مدينة إيرانية تقع في قسم دهدز من مقاطعة ايذج في محافظة خوزستان. حسب إحصاءات المركز الرسمي للإحصاءات الإيرانية في 2006 كان يسكن دهدز 3610 شخص.